# Station Ede Centrum
Station Ede Centrum (voor 20 mei 1951: Ede Dorp) is een spoorwegstation aan de spoorlijn Nijkerk - Ede-Wageningen (vroeger het Kippenlijntje).
Het ligt midden in het centrum van Ede aan het Museumplein. Het stationsgebouw, een rijksmonument, dateert uit 1902 en is in 1990 door de gemeente Ede gerestaureerd en gerenoveerd. In dit gebouw was tot 2015 het Historisch Museum Ede gevestigd. Sinds 2017 is in het gebouw een thuiszorginstelling gevestigd. Het gebouw werd volledig gerenoveerd en werd in de oorspronkelijke kleurstelling teruggebracht.
Voorheen waren er ter hoogte van het station aan de andere zijde van het spoor enkele rangeersporen voor het laden en lossen van goederen. Hier werd in de jaren 90 een plantsoen met parkeerplaatsen aangelegd.
In de periode dat vervoerder Connexxion op deze lijn reed werd geopperd bij het station een stuk dubbelspoor aan te leggen. Op de lijn kon dan een kwartierdienst gereden worden. Tot een besluit daartoe was het echter nog niet gekomen.

## Bediening
Het station wordt bediend door de volgende treinserie:
| Serie       | Treinsoort        | Route                                                                  | Bijzonderheden                   |
| ----------- | ----------------- | ---------------------------------------------------------------------- | -------------------------------- |
| 31300 RS 34 | Sprinter (Keolis) | Amersfoort Centraal – Barneveld Centrum – Ede Centrum – Ede-Wageningen | Onderdeel van de formule RRReis. |

Daarnaast stopt stadsbus 5 (Ede-Wageningen - Veenendaal-De Klomp) van Hermes bij het station.

## Foto's

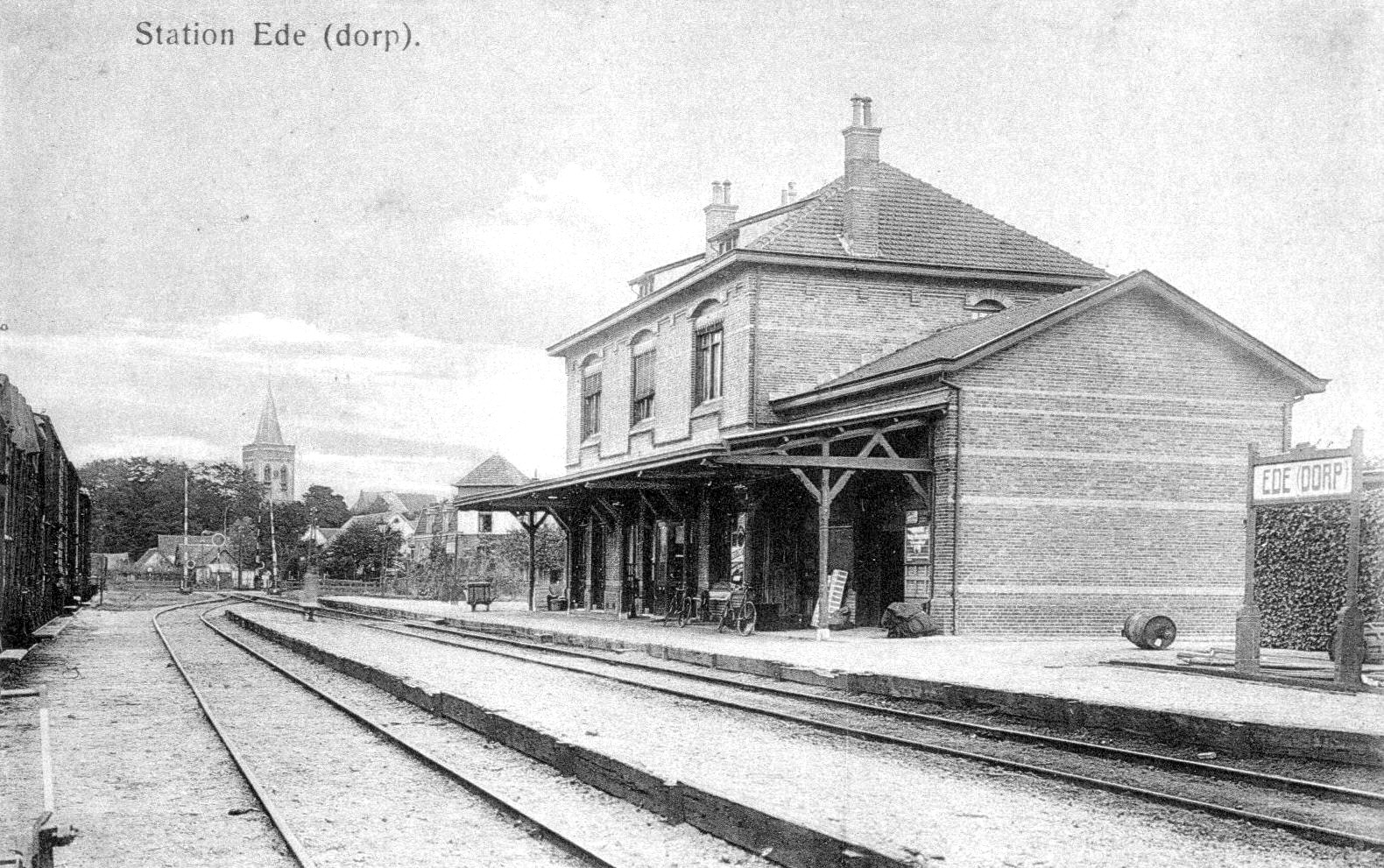
Station Ede (dorp), perronzijde; circa 1910. Collectie van het Utrechts Archief.
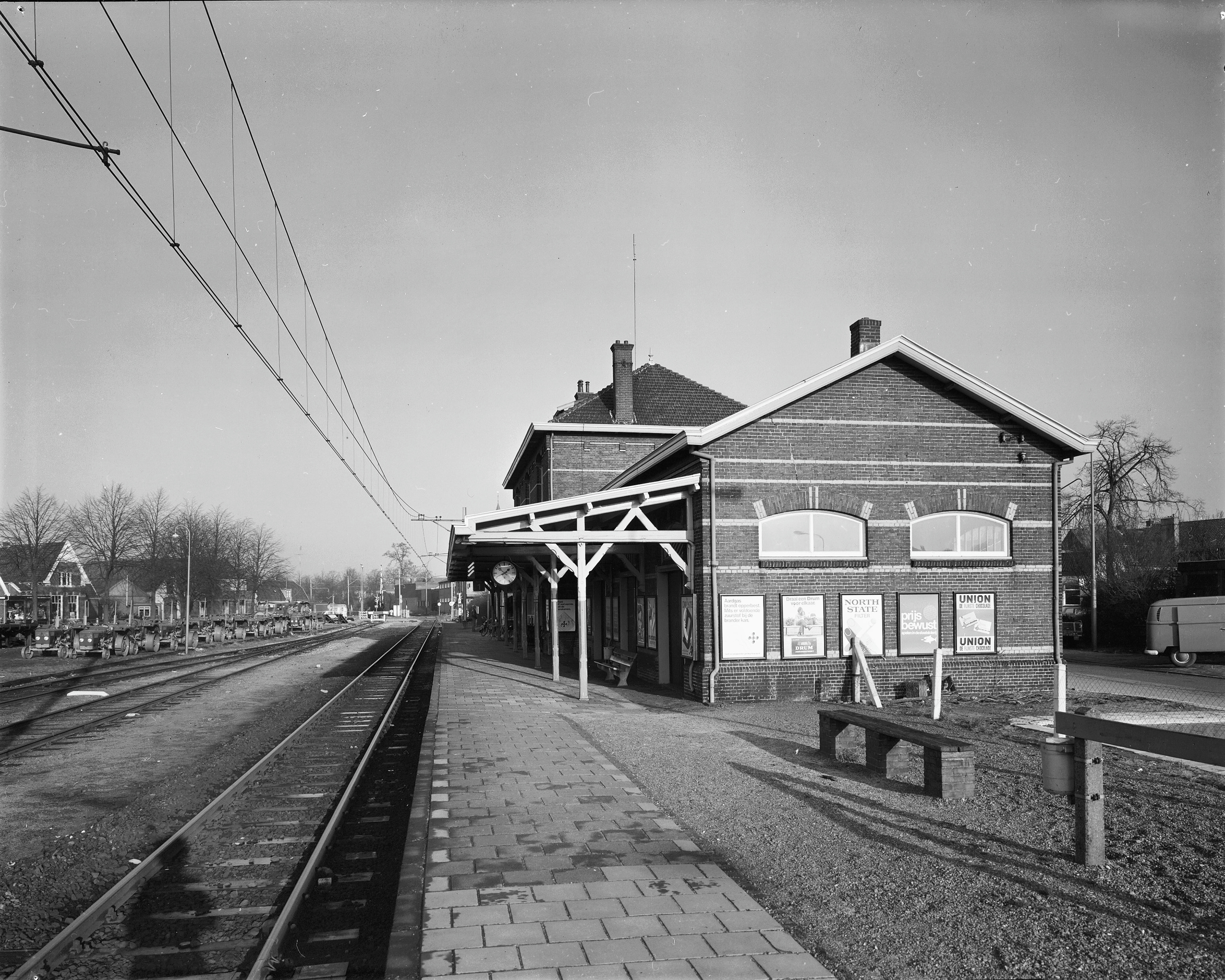
Spoorzijde met links rangeersporen (1974)
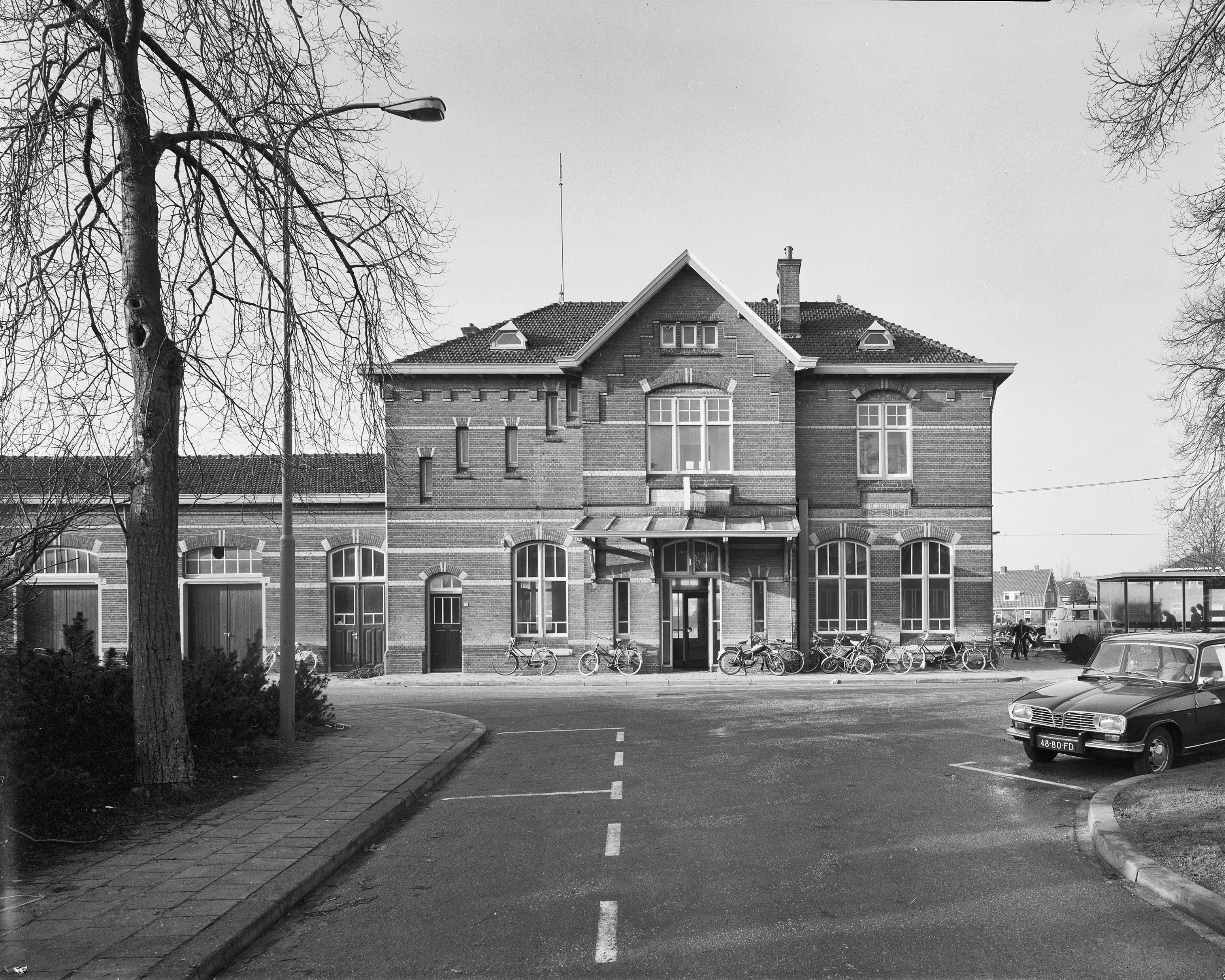
Voorzijde (1974)
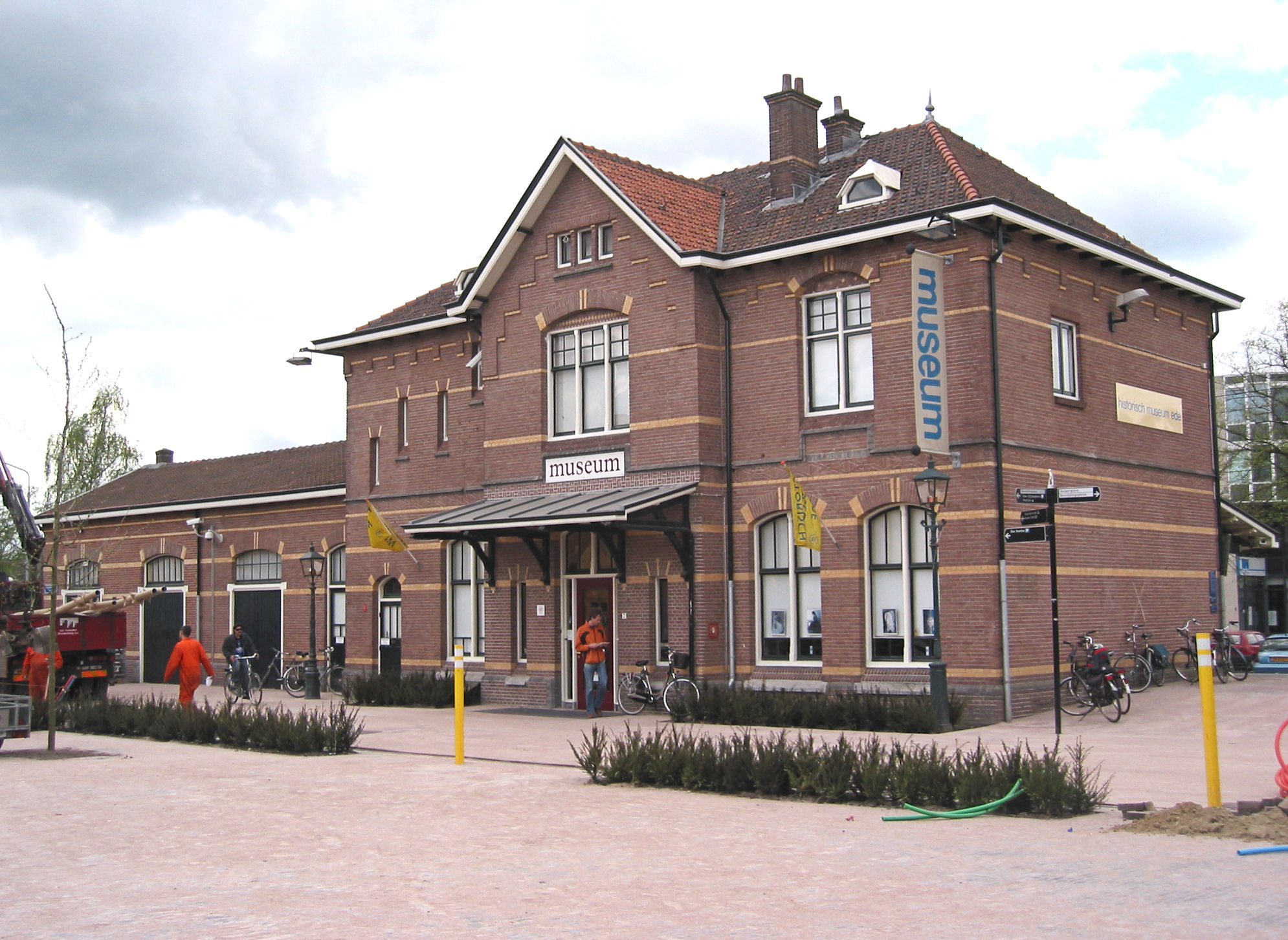
Voorzijde (2007)
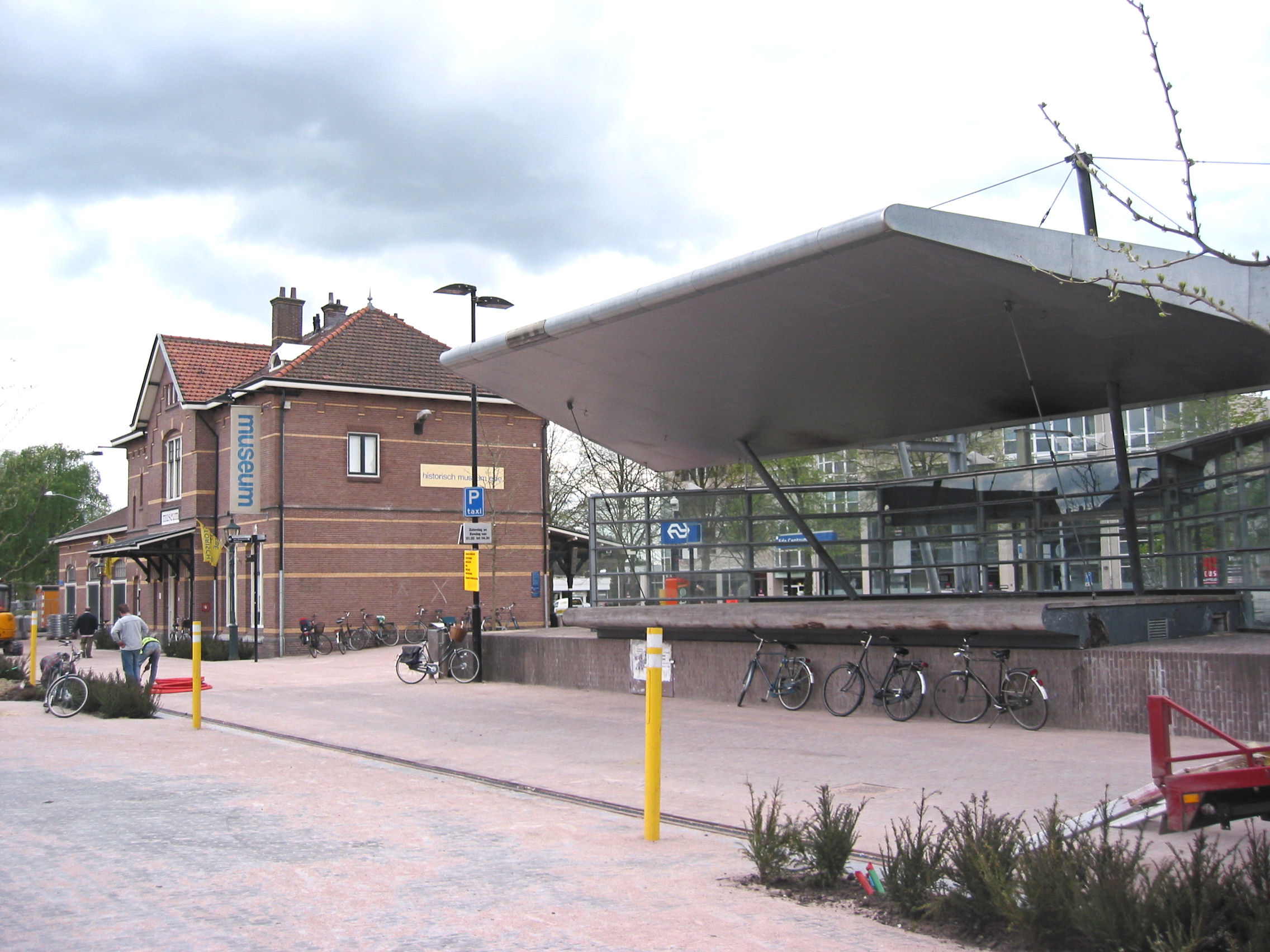
Voorzijde met evenementenpodium
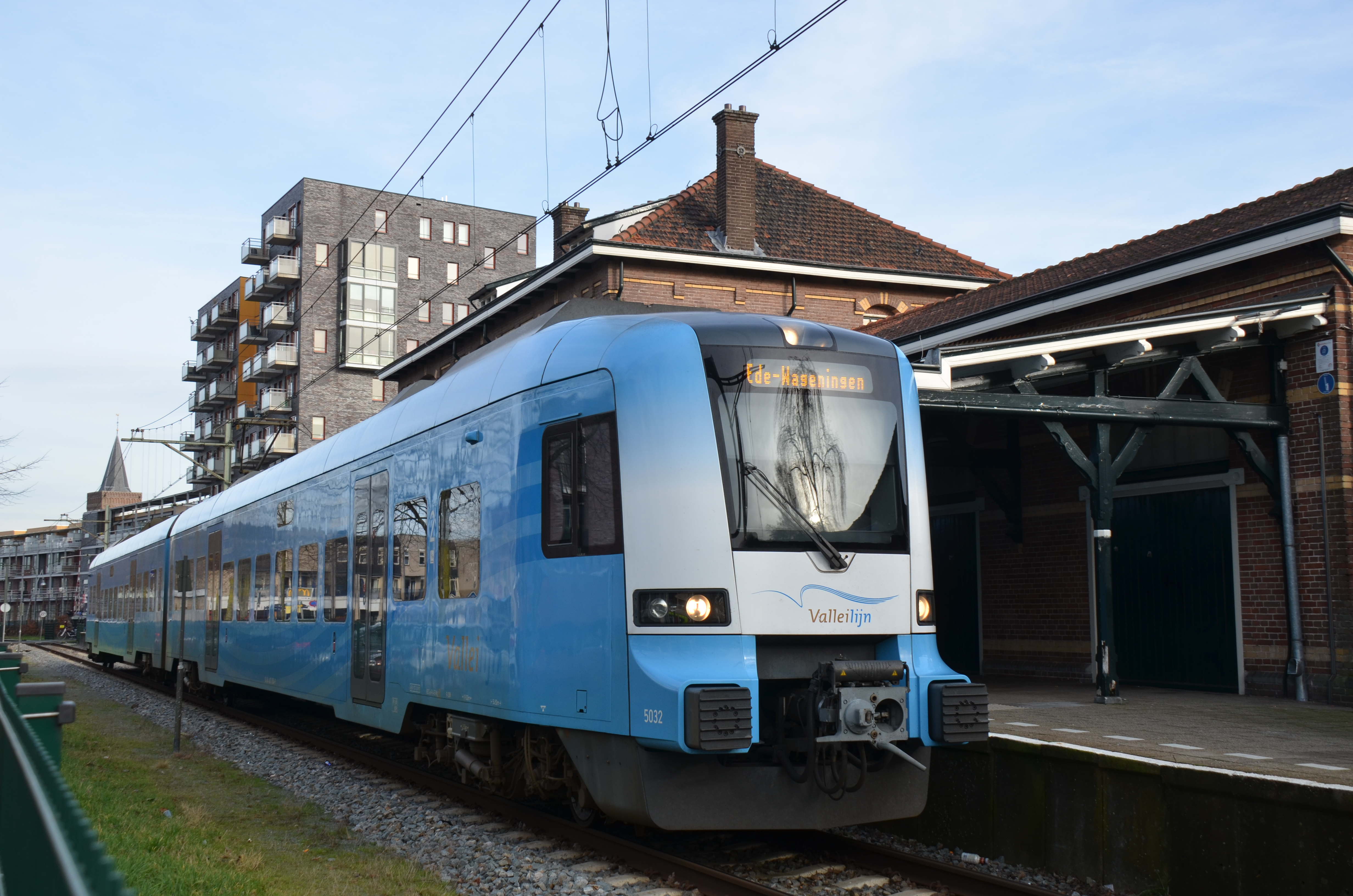
Protos op het station